# Mylossoma acanthogaster
Mylossoma acanthogaster är en fiskart som först beskrevs av Valenciennes, 1850.  Mylossoma acanthogaster ingår i släktet Mylossoma och familjen Characidae. Inga underarter finns listade i Catalogue of Life.